# 山口浩一郎
山口 浩一郎（やまぐち こういちろう、1936年12月28日 - ）は、日本の法学者。専門は民法・労働法、特に労働契約論・労働契約法。上智大学名誉教授。元厚生労働省中央労働委員会会長。

## 略歴
大阪府出身。1960年、東北大学法学部卒業。東北大学法学部助手。
東北学院大学文経学部非常勤講師。1962年、東京大学社会科学研究所助手。1966年、横浜国立大学経済学部助教授（担当：民法・労働法）。1970年、上智大学法学部助教授（担当：労働法）。1976年同法学部教授（担当：労働法）。1994年イタリア・バーリ大学法学部客員教授（担当：比較労働法）。1995年放送大学教養学部客員教授（担当：労働法）。2000年中央労働委員会会長。2002年上智大学定年退職。同名誉教授。
放送大学教養学部教授（担当：労働法）。2004年上智大学法科大学院特任教授（担当：労働組合法）。2005年放送大学退職。2009年特任教授退任。

## エピソード
東北大学では外尾健一に師事し、東京大学では有泉亨に師事した。

## 主著
- 『フレックスタイム : 勤務時間の再検討』花見忠と共著 日本経済新聞社 , 1975年
- 『労働法再入門』下井隆史,保原喜志夫と共著 有斐閣 , 1977年
- 『労働組合法』有斐閣 , 1983年初版・1996年第2版
- 『変容する労働時間制度 : 主要五カ国の比較研究』渡辺章, 菅野和夫と共編 日本労働協会 , 1988年
- 『労災保険・安全衛生のすべて』保原喜志夫, 西村健一郎と共編 有斐閣 , 1998年
- 『救済命令の司法審査』編著 日本労働研究機構 , 1998年
- 『市民活動と法』編著 放送大学教育振興会 , 2002年
- 『高齢者法』小島晴洋と共著 有斐閣 , 2002年
- 『雇用・福祉・家族と法』菊池馨実, 大村敦志と共著 放送大学教育振興会 , 2003年